# 푸아즈
푸아즈(poise)는 점성의 CGS 단위다. 기호는 P. 프랑스의 학자인 장루이마리 푸아죄유(프랑스어: Jean-Louis-Marie Poiseuille)의 이름을 딴 것이다. 국제단위계로 환산하면 다음과 같다.
1 푸아즈 = 0.1 파스칼 초 = 1 데시파스칼 초.
통상적으로 쓰기엔 푸아즈는 너무 큰 단위다. 대신 센티푸아즈(cP)가 많이 쓰인다. 1 센티푸아즈는 1 밀리파스칼 초와 같다.
간혹 푸아쇠유(poiseuille)라는 단위를 파스칼 · 초 (즉, 10 푸아즈)로 정의하는 경우도 있으나, 혼돈하여서는 아니된다.

## 같이 보기
- 점성도
- 겉보기 점성도